# Palazzo Bonomi ex Pezzoli
Palazzo Bonomi si trova al civico numero 67 di via Pignolo alta, la strada che collega la parte bassa a quella alta della città di Bergamo.

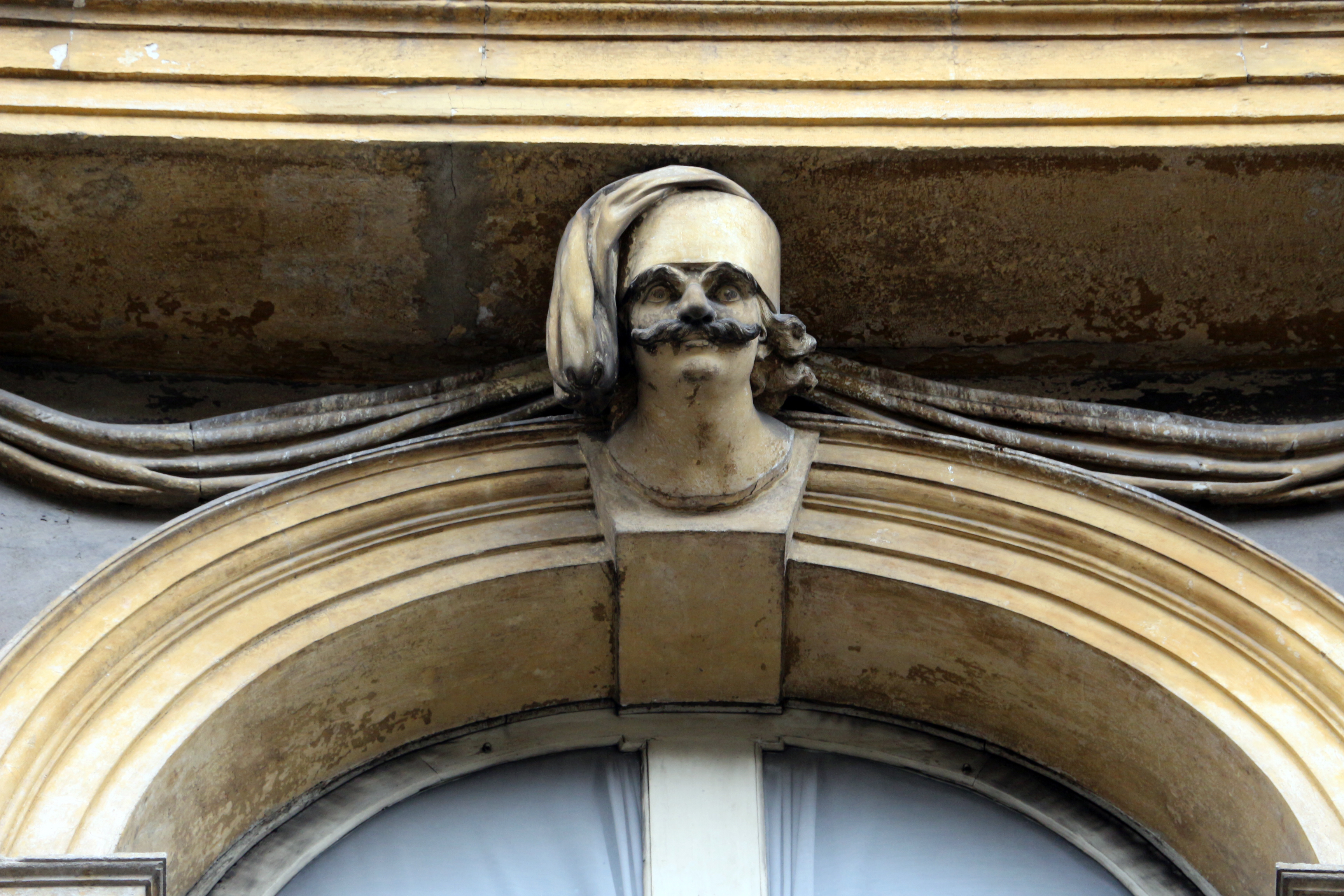
Bergamo, palazzo bonomi, xviii sec. 03 maschera

. 

## Storia
Via Pignolo fu urbanizzata principalmente sul lato a sud dai ricchi commercianti diventati la borghesia bergamasca agli inizi del XVI secolo, era il lato che concedeva più spazio,  e permetteva la formazione di terrazze che si aprivano verso la pianura, solo successivamente vennero costruiti gli edifici sul lato posto a nord. 
Palazzo Bonomi venne edificato tra la fine del XVII secolo e il XVIII come abitazione privata dalla famiglia Pezzoli.

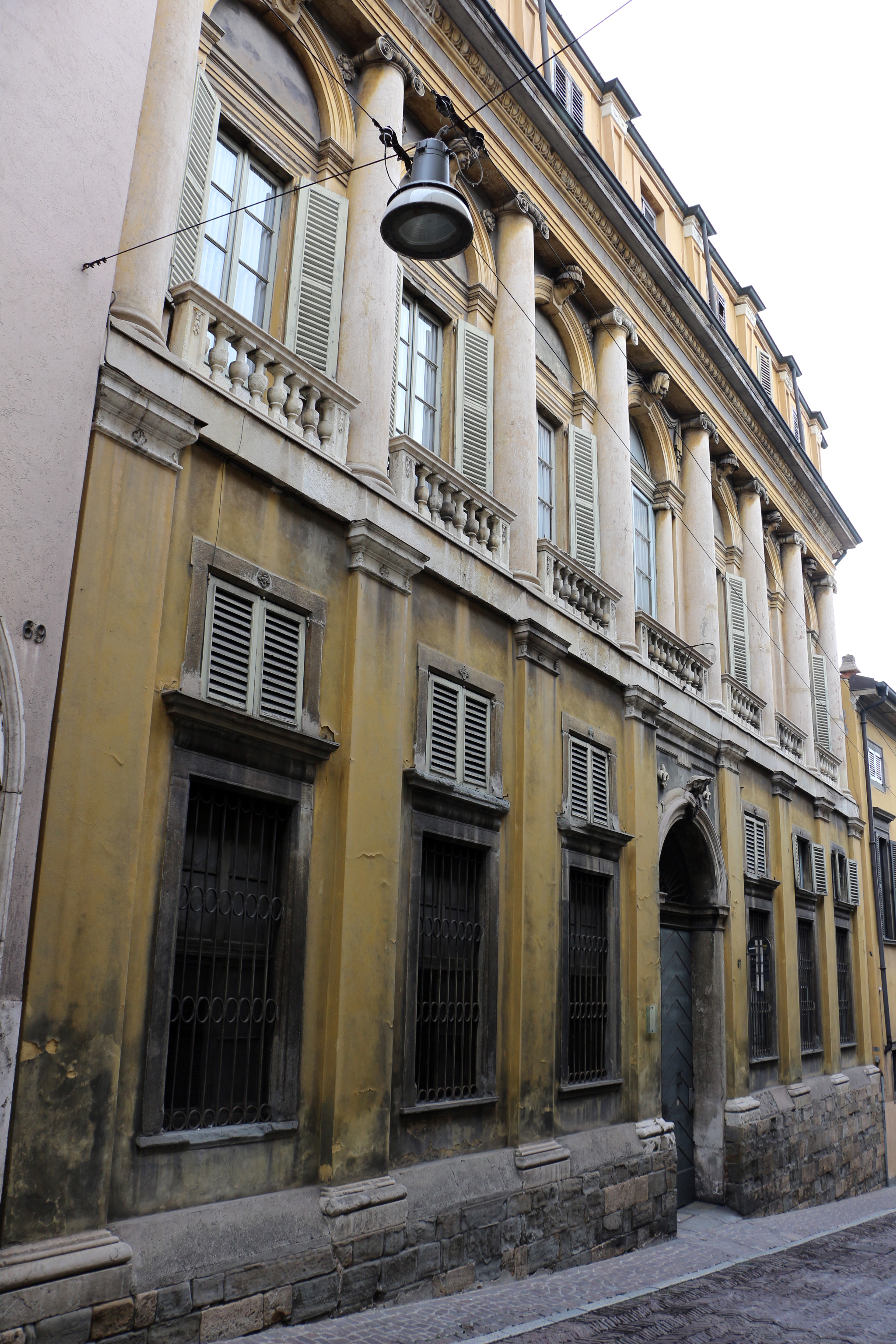
Palazzo Bonomi, XVIII secolo

Il palazzo fu dichiarato dal Ministero dell'Educazione Nazionale Direzione Generale delle Arti, patrimonio d'importante interesse con decreto del 13 settembre 1944.

## Descrizione
L'atipicità della facciata in neoclassico d'impronta fortemente palladiana, la sola ad avere questa caratteristica nel panorama cittadino, rende il palazzo unico. Quest'architettura indicherebbe ancora una forte influenza dell'arte veneta nella bergamasca. La conformazione della strada in pendenza e gli spazi limitati hanno conferito alla facciata un'impronta limitata rispetto a quanto predisposto sul progetto iniziale, che prevedeva una visione frontale, cosa davvero difficile date le dimensioni limitate della strada, e la pendenza che obbliga la facciata a presentarsi su due quote diverse.
La zoccolatura di base prosegue con una parte in intonaco divisa da lesene e da due ordini di finestre, quello inferiore rettangolare, mentre quadrato quello superiore il mezzanino. Il piano nobile è diviso da semicolonne ioniche che raccolgono grandi finestre arcuate sulla cui sommità a chiave di volta si trova teste scolpite.  La parte terminale è poco visibile dalla strada; presenta lesene con una soluzione a rastremazione verso il basso. Questa soluzione potrebbe ricondurre all'architettura manieristica  milanese o mantovana piuttosto che quella veneta, e che ha poca assonanza con l'arte neoclassica. La facciata ha volutamente un'evidenziata plasticità con chiari scuri che caratterizzano la parte superiore, quella nobile maggiormente esposta a sud. La forma ellittica del vestibolo d'ingresso è unica in Bergamo. 
Il palazzo dalla forma a U è d'importanti dimensioni, presenta sulla controfacciata due nicchie al piano terra e una grande finestra centrale che riprende quella in via Pignolo. La proprietà prosegue con il parco che, rispetto alle proporzioni dell'immobile, è di modeste dimensioni. All'interno si trova un piccolo teatro privato. Il palazzo conserva anche un affresco risalente alla prima metà di Seicento opera pittorica di Pietro Baschenis.

## Pietà (Pietro Baschenis)
Il palazzo conserva l'affresco della pietà di Pietro Baschenis datato tra il 1625 e il 1630. Il dipinto, ben conservato, raffigura la Madonna con il figlio Gesù morto posto sulle sue ginocchia. Accanto a lei san Giovanni Battista e santa Chiara.

L'affresco è posto in una cornice dipinta di forma quadrata che riproduce una reale cornice lignea intagliata e dorata.
La scena si sviluppa in un ambiente montano, un grande grumo roccioso è collocato centrale dietro l'immagine della Vergine. Questa è posta sopra due blocchi marmorei bianchi, che portano all'iconografia di una vita giovane spezzata in maniera violenta. Nella parte inferiore sono rappresentati i simboli del martirio: i chiodi e la corona di spine. A sinistra è rappresentato san Giovanni Battista raffigurato nel classico abbigliamento, e con l'agnello nella mano sinistra mentre con la destra indica il corrispondente agnello: Gesù Cristo.  Maria esprime il massimo del dolore, sia nell'espressione che nell'abbigliamento molto scuso, il manto le lascia libero solo parte del collo che presenta la veste bianca che si chiude sul volto segno di purezza.

Sul lato sinistro vi è santa Chiara d'Assisi dipinta in abito monacale che regge un ostensorio; è raffigurata in modo quasi tridimensionale e presenta molte affinità Maria posta ai lati della croce nel grande affresco della chiesa di Santa Maria dell'Incoronata a Martinengo.La corposità monumentale dei personaggi è tipica dell'artista d'Averara.

Il dipinto sarebbe indicativamente stato realizzato tra il 1625 e il 1630.